# Perizoma persectata
Perizoma persectata là một loài bướm đêm trong họ Geometridae.